# Corentin Efono
Corentin Efono (4 augustus 2006) is een Belgisch basketballer.

## Carrière
Efono speelde in de jeugd van Okapi Aalst, hij wisselde in 2022 naar BC Oostende waar hij voor de tweede ploeg uitkwam. Hij maakte ook zijn debuut in de BNXT League met de eerste ploeg in het seizoen 2023/24. Hij won met Oostende de landstitel en daarna ook de BNXT-titel. Voor het seizoen 2024/25 speelde hij ook op dubbele licentie voor Basket Waregem. In het seizoen 2025/26 zou hij uitsluitend uitkomen voor Oostende maar koos in augustus 2025 toch voor het Amerikaanse collegebasketbal en de Southern Illinois Salukis.

## Erelijst
- Belgisch landskampioen: 2024, 2025
- BNXT League-kampioen: 2024
- Belgisch bekerwinnaar: 2025